# Bakeyong
Bakeyong is een bestuurslaag in het regentschap Sumenep van de provincie Oost-Java, Indonesië. Bakeyong telt 4445 inwoners (volkstelling 2010).